# Зулц ам Некар
Зулц ам Некар (њем. Sulz am Neckar) град је у њемачкој савезној држави Баден-Виртемберг. Једно је од 21 општинског средишта округа Ротвајл. Према процјени из 2010. у граду је живјело 12.347 становника. Посједује регионалну шифру (AGS) 8325057.

## Географски и демографски подаци
Зулц ам Некар се налази у савезној држави Баден-Виртемберг у округу Ротвајл. Град се налази на надморској висини од 443 метра. Површина општине износи 87,6 km². У самом граду је, према процјени из 2010. године, живјело 12.347 становника. Просјечна густина становништва износи 141 становника/km².

## Међународна сарадња
| Мјесто | Држава    | Врста сарадње | Од    |
| ------ | --------- | ------------- | ----- |
|        | Француска | партнерство   | 1977. |
| Извор  |           |               |       |